# Саратский район
Сара́тский райо́н (укр. Саратський район) — бывшая административная единица на юго-западе Одесской области Украины. Административный центр — пгт Сарата.
Район ликвидирован 17 июля 2020 года в рамках административно-территориальной реформы на Украине.

## География
Саратский район расположен на юго-западе Одесской области, занимает  территорию общей площадью 147,5 тыс. га, в том числе сельскохозяйственные угодья – 132,2 тыс. га, из них пахотные земли – 106,3 тыс. га, многолетние насаждения – 7,7 тыс. га, пастбища – 16,9 тыс. га, сенокос – 1,3 тыс. га. Район граничит на западе с Белгород-Днестровским, на юге с Татарбунарским, Арцизским, на северо-западе с Тарутинским районами Одесской области.Районный центр Сарата расположен на расстоянии 140 км от Одессы. Общий уклон поверхности района с севера на юг, по направлению к Черному морю определяется по направлению течения рек и главных балок района. Большую часть территории занимает холмистая степная равнина, пересеченная реками, которые протекают с севера на юг. Вся территория района пересечена долинами рек на отдельные участки – междуречья, что представляют водоразделы. В границах района размещен водораздел между лиманом Кундук и рекой, что впадает в него, Когильник.  Реки Саратского района по своим размерам незначительны и маловодны в результате недостаточного количества атмосферных осадков и большого выпаривания. Наибольшими являются река Сарата, Хаджидер, Когильник. Все они за границами района впадают в озера, которые соединены с Черным морем.

## История
21 января 1959 года к Саратскому району была присоединена часть территории упразднённого Тузлового района.
В рамках административно-территориальной реформы на Украине район упразднён 17 июля 2020 года. Территория района присоединена к Белгород-Днестровскому району Одесской области в виде Саратской поселковой общины.

## Население , история населения
Население района проживает в 38 населенных пунктах (из них 1 поселок городского типа), которые входят в 1 поселковый и 22 сельских совета. Численность населения района на 1 января 2019 года составляет 44 512 человек, в том числе сельского — 40 255 человек.
По данным переписи населения 2001 года, этническая структура в районе выглядит следующим образом: Украинцы — 43,9 %, болгары — 20,0 %, молдаване — 19,0 %, русские — 15,9 %; другие национальные группы, а их в районе 15, составляют 1,2 %. Из общей численности населения трудовые ресурсы составляют 48,2 %. Занятость трудовых ресурсов в общественном хозяйстве незначительно сократилось и составляет 68,9 %, в том числе: в промышленности занято 0,8 % всех занятых в народном хозяйстве района; в строительстве — 0,6 %; -в сельском хозяйстве — 57,6 %; в других отраслях — 41,0 %. По формам собственности занятость трудовых ресурсов распределяется соответственно:-на объектах государственной собственности — 16,0 % всех занятых в народном хозяйстве района; на объектах коммунальной собственности — 11,5 %; на объектах частной собственности — 72,5 %.

## Административное устройство
Количество советов:
- поселковых — 1
- сельских — 22

Количество населённых пунктов:
- посёлков городского типа — 1
- сёл — 37

## Персоналии
- Елена Черней (1924—2000), румынская оперная певица — родилась в селе Байрамча (ныне Николаевка-Новороссийская).
- Яковец, Василий Федотович (1921 08 20 — 1994 ?), участник Великой Отечественной войны, Герой Советского Союза
- Гроссу, Семён Кузьмич, бывший 1-й секретарь ЦК КП Молдавии

## Культура
В посёлке находится старейшее культовое здание в Бессарабии — протестантская Кирха.

## Достопримечательности
В пгт Сарата с 01.09.2007 г начинается строительство авторынка, площадью 1га.
На авторынке будут представлены 216 магазинов евро уровня для продажи автозапчастей.